# Fabrizio Faniello
Fabrizio Faniello (ur. 27 kwietnia 1981 we Florianie) – maltański piosenkarz. 
Dwukrotny reprezentant Malty w Konkursie Piosenki Eurowizji (2001 i 2006).

## Życiorys
Ma dwie młodsze siostry, Claudię i Marinę. Będąc nastolatkiem, brał udział w wielu konkursach młodych talentów. W 1998 zgłosił się z utworem „More Than Just a Game” do udziału w programie Malta Song for Europe, wyłaniającym reprezentanta Malty w Konkursie Piosenki Eurowizji. Zajął drugie miejsce w finale eliminacji. W kolejnych latach ponownie startował w krajowych eliminacjach: w 1999 zajął 8. miejsce z piosenką „Thankful for Your Love”, w 2000 – 2. miejsce z utworem „Change of Heart”, a w 2001 wygrał selekcje z singlem „Another Summer Night”, dzięki czemu reprezentował Maltę w 46. Konkursie Piosenki Eurowizji. W maju zajął 9. miejsce w finale konkursu. Również w 2001 wydał debiutancki album studyjny pt. While I’m Dreaming.
W 2004 wydał drugi album studyjny pt. When We Danced, który promował singlem „I'm in Love”. W lutym wziął udział z utworem „Did I Ever Tell You” w finale maltańskich eliminacji do 49. Konkursu Piosenki Eurowizji, zajmując trzecie miejsce. Piosenką promował trzeci album studyjny pt. Believe, który wydał w 2005. W lutym 2005 wystartował z piosenką „Don’t Tell It” w programie Malta Song for Europe, z którą zajął 12. miejsce w selekcjach.
Na początku lutego 2006 po raz siódmy wziął udział w festiwalu Malta Song for Europe, tym razem z utworem „I Do”. W finale eliminacji zdobył największe poparcie telewidzów, zostając reprezentantem Malty w 51. Konkursie Piosenki Eurowizji. W maju wystąpił w finale konkursu i zajął ostatnie 24. miejsce. W 2011 ponownie zgłosił się do programu Malta Song for Europe, z utworem „No Surrender” zajął czwarte miejsce w finale. Również w 2011 wydał czwarty album studyjny pt. No Surrender.

## Dyskografia
Albumy studyjne
- While I'm Dreaming (2001)
- When We Danced (2004)
- Believe (2005)
- No Surrender (2011)